# Umgungundlovu
Umgungundlovu (officieel Umgungundlovu District Municipality) is een district in Zuid-Afrika.
Umgungundlovu ligt in de provincie KwaZoeloe-Natal en telt 1.017.763 inwoners.

## Gemeenten in het district[4]
- Impendle
- Mkhambathini
- Mpofana
- Richmond
- Msunduzi
- uMngeni
- uMshwathi